# Prinsessan Pingyang
Prinsessan Pingyang, född 590-talet, död 623, var en kinesisk prinsessa och general. 
Hon var dotter till Tang Gaozu och Taimu. Hon gifte sig med adelsmannen Chai Shao. När hennes far år 617 gjorde uppror mot kejsar Sui Yang, använde hon sina egna pengar för att värva en armé av legosoldater för att stödja honom, och anförde dem själv i strid som general. Hon bidrog stort till att hennes far 618 lyckades störta Suidynastin och erövra tronen och grunda tangdynastin. På grund av hennes insats gynnade hennes far henne framför alla andra döttrar sedan han blivit kejsare. När hon avled, lät hennes far ge henne en militärbegravning med alla militära hedersbetygelser, något som var närmast unikt för en kvinna.